# Mohafazat Baalbek-Hermel
Mohafazat Baalbek-Hermel (arabiska: محافظة بعلبك - الهرمل) är ett guvernement i Libanon. Det ligger i den nordöstra delen av landet, 80 kilometer öster om huvudstaden Beirut. Antalet invånare är 157 000.
Mohafazat Baalbek-Hermel delas in i:
- Caza de Baalbek
- Caza du Hermel

Följande samhällen finns i Mohafazat Baalbek-Hermel:
- Baalbek
- El Hermel
- Râs Baalbek

Omgivningarna runt Mohafazat Baalbek-Hermel är i huvudsak ett öppet busklandskap. Runt Mohafazat Baalbek-Hermel är det ganska tätbefolkat, med 80 invånare per kvadratkilometer.